# Chany Inchausti
Chany Inchausti (San Nicolás de los Arroyos, República Argentina, 26 de septiembre de 1942, 29 de febrero de 2008) fue compositor, director e intérprete de música argentino.
Estudió piano con Efraín Paesky y Angela Drisaldi, armonía y contrapunto con Edgar Spinassi, y composición y orquestación con Guillermo Graetzer. Ha compuesto obras de cámara, sinfónica, corales, canciones inspiradas en el folklore y el arte popular argentino, y música para películas y documentales. Muchas de ellas tienen letra de Felix Luna, Antonio Tarragó Ros, Margarita Durán, Federico García Lorca, Miguel Ángel B. Inchausti, entre otros.

Fue fundador e integrante -como director, arreglador y pianista- del conjunto vocal e instrumental Los Arroyeños, grupo con el que se ha presentado en la República Argentina, en Europa (Inglaterra, Francia, España, Italia, Alemania, Suiza, Holanda y Bélgica), y en América Latina (Uruguay, Paraguay, Ecuador, Bolivia, Chile), a través de recitales, conciertos, radio, televisión y grabaciones fonográficas.
Con el conjunto ha recibido premios y distinciones tales como:
- Mejor conjunto musical (1970, Quito, Ecuador)
- Palmera de Plata (1981, Festival de Guadalupe)
- El Niño y la Familia (1984, otorgado por el Comité Federal de Radiodifusión)
- Santa Clara de Asís y San Gabriel (1985, por el programa Que se vengan los chicos)
- Cruz de Plata Esquiú (1980)
- Mejor intérprete (SADAIC, 1990)
- Nominación para el Martín Fierro (por el programa Que se vengan los chicos).

Fue Director Artístico de las empresas fonográficas CBS – hoy Sony Music – entre 1971 y 1977, y de Polygram - hoy Universal – de 1978 a l983. Fue Miembro Honorario del Consejo Argentino de la Música. También fue abogado recibido en la Facultad de Derecho de la Universidad Nacional de Buenos Aires, casa de estudios en la que fue profesor de las materias Derecho Constitucional y Derechos Humanos y Garantías.
Integró el Gran Jurado de los Premios Konex del año 1985 como invitado especial.
En el campo público cumplió funciones como Subsecretario de Cultura de la Ciudad de Buenos Aires entre 1983 y 1989. En 1996 integró la Asamblea Constituyente que dictó la Constitución de la Ciudad Autónoma de Buenos Aires, oportunidad en la que presidió el bloque de convencionales de la Unión Cívica Radical.
Fue miembro titular de la Asamblea de Delegados del Automóvil Club Argentino y también de la del Colegio Público de Abogados de la Ciudad de Buenos Aires, entidad en la que además tiene a su cargo la coordinación de las actividades artísticas y culturales.
Realizó la música del filme La muchacha del cuerpo de oro (1967).